# 1413
Portal Geschichte | Portal Biografien | Aktuelle Ereignisse | Jahreskalender | Tagesartikel

◄ |
14. Jahrhundert |
15. Jahrhundert
| 16. Jahrhundert | ►

◄ |
1380er |
1390er |
1400er |
1410er
| 1420er | 1430er | 1440er | ►

◄◄ |
◄ |
1409 |
1410 |
1411 |
1412 |
1413
| 1414 | 1415 | 1416 | 1417 | ► | ►►
Staatsoberhäupter  · Nekrolog   · Musikjahr
| Januar | Januar | Januar | Januar | Januar | Januar | Januar | Januar |
| Kw     | Mo     | Di     | Mi     | Do     | Fr     | Sa     | So     |
| ------ | ------ | ------ | ------ | ------ | ------ | ------ | ------ |
| 52     |        |        |        |        |        |        | 1      |
| 1      | 2      | 3      | 4      | 5      | 6      | 7      | 8      |
| 2      | 9      | 10     | 11     | 12     | 13     | 14     | 15     |
| 3      | 16     | 17     | 18     | 19     | 20     | 21     | 22     |
| 4      | 23     | 24     | 25     | 26     | 27     | 28     | 29     |
| 5      | 30     | 31     |        |        |        |        |        |

| Februar | Februar | Februar | Februar | Februar | Februar | Februar | Februar |
| Kw      | Mo      | Di      | Mi      | Do      | Fr      | Sa      | So      |
| ------- | ------- | ------- | ------- | ------- | ------- | ------- | ------- |
| 5       |         |         | 1       | 2       | 3       | 4       | 5       |
| 6       | 6       | 7       | 8       | 9       | 10      | 11      | 12      |
| 7       | 13      | 14      | 15      | 16      | 17      | 18      | 19      |
| 8       | 20      | 21      | 22      | 23      | 24      | 25      | 26      |
| 9       | 27      | 28      |         |         |         |         |         |

| März | März | März | März | März | März | März | März |
| Kw   | Mo   | Di   | Mi   | Do   | Fr   | Sa   | So   |
| ---- | ---- | ---- | ---- | ---- | ---- | ---- | ---- |
| 9    |      |      | 1    | 2    | 3    | 4    | 5    |
| 10   | 6    | 7    | 8    | 9    | 10   | 11   | 12   |
| 11   | 13   | 14   | 15   | 16   | 17   | 18   | 19   |
| 12   | 20   | 21   | 22   | 23   | 24   | 25   | 26   |
| 13   | 27   | 28   | 29   | 30   | 31   |      |      |

| April | April | April | April | April | April | April | April |
| Kw    | Mo    | Di    | Mi    | Do    | Fr    | Sa    | So    |
| ----- | ----- | ----- | ----- | ----- | ----- | ----- | ----- |
| 13    |       |       |       |       |       | 1     | 2     |
| 14    | 3     | 4     | 5     | 6     | 7     | 8     | 9     |
| 15    | 10    | 11    | 12    | 13    | 14    | 15    | 16    |
| 16    | 17    | 18    | 19    | 20    | 21    | 22    | 23    |
| 17    | 24    | 25    | 26    | 27    | 28    | 29    | 30    |

| Mai | Mai | Mai | Mai | Mai | Mai | Mai | Mai |
| Kw  | Mo  | Di  | Mi  | Do  | Fr  | Sa  | So  |
| --- | --- | --- | --- | --- | --- | --- | --- |
| 18  | 1   | 2   | 3   | 4   | 5   | 6   | 7   |
| 19  | 8   | 9   | 10  | 11  | 12  | 13  | 14  |
| 20  | 15  | 16  | 17  | 18  | 19  | 20  | 21  |
| 21  | 22  | 23  | 24  | 25  | 26  | 27  | 28  |
| 22  | 29  | 30  | 31  |     |     |     |     |

| Juni | Juni | Juni | Juni | Juni | Juni | Juni | Juni |
| Kw   | Mo   | Di   | Mi   | Do   | Fr   | Sa   | So   |
| ---- | ---- | ---- | ---- | ---- | ---- | ---- | ---- |
| 22   |      |      |      | 1    | 2    | 3    | 4    |
| 23   | 5    | 6    | 7    | 8    | 9    | 10   | 11   |
| 24   | 12   | 13   | 14   | 15   | 16   | 17   | 18   |
| 25   | 19   | 20   | 21   | 22   | 23   | 24   | 25   |
| 26   | 26   | 27   | 28   | 29   | 30   |      |      |

| Juli | Juli | Juli | Juli | Juli | Juli | Juli | Juli |
| Kw   | Mo   | Di   | Mi   | Do   | Fr   | Sa   | So   |
| ---- | ---- | ---- | ---- | ---- | ---- | ---- | ---- |
| 26   |      |      |      |      |      | 1    | 2    |
| 27   | 3    | 4    | 5    | 6    | 7    | 8    | 9    |
| 28   | 10   | 11   | 12   | 13   | 14   | 15   | 16   |
| 29   | 17   | 18   | 19   | 20   | 21   | 22   | 23   |
| 30   | 24   | 25   | 26   | 27   | 28   | 29   | 30   |
| 31   | 31   |      |      |      |      |      |      |

| August | August | August | August | August | August | August | August |
| Kw     | Mo     | Di     | Mi     | Do     | Fr     | Sa     | So     |
| ------ | ------ | ------ | ------ | ------ | ------ | ------ | ------ |
| 31     |        | 1      | 2      | 3      | 4      | 5      | 6      |
| 32     | 7      | 8      | 9      | 10     | 11     | 12     | 13     |
| 33     | 14     | 15     | 16     | 17     | 18     | 19     | 20     |
| 34     | 21     | 22     | 23     | 24     | 25     | 26     | 27     |
| 35     | 28     | 29     | 30     | 31     |        |        |        |

| September | September | September | September | September | September | September | September |
| Kw        | Mo        | Di        | Mi        | Do        | Fr        | Sa        | So        |
| --------- | --------- | --------- | --------- | --------- | --------- | --------- | --------- |
| 35        |           |           |           |           | 1         | 2         | 3         |
| 36        | 4         | 5         | 6         | 7         | 8         | 9         | 10        |
| 37        | 11        | 12        | 13        | 14        | 15        | 16        | 17        |
| 38        | 18        | 19        | 20        | 21        | 22        | 23        | 24        |
| 39        | 25        | 26        | 27        | 28        | 29        | 30        |           |

| Oktober | Oktober | Oktober | Oktober | Oktober | Oktober | Oktober | Oktober |
| Kw      | Mo      | Di      | Mi      | Do      | Fr      | Sa      | So      |
| ------- | ------- | ------- | ------- | ------- | ------- | ------- | ------- |
| 39      |         |         |         |         |         |         | 1       |
| 40      | 2       | 3       | 4       | 5       | 6       | 7       | 8       |
| 41      | 9       | 10      | 11      | 12      | 13      | 14      | 15      |
| 42      | 16      | 17      | 18      | 19      | 20      | 21      | 22      |
| 43      | 23      | 24      | 25      | 26      | 27      | 28      | 29      |
| 44      | 30      | 31      |         |         |         |         |         |

| November | November | November | November | November | November | November | November |
| Kw       | Mo       | Di       | Mi       | Do       | Fr       | Sa       | So       |
| -------- | -------- | -------- | -------- | -------- | -------- | -------- | -------- |
| 44       |          |          | 1        | 2        | 3        | 4        | 5        |
| 45       | 6        | 7        | 8        | 9        | 10       | 11       | 12       |
| 46       | 13       | 14       | 15       | 16       | 17       | 18       | 19       |
| 47       | 20       | 21       | 22       | 23       | 24       | 25       | 26       |
| 48       | 27       | 28       | 29       | 30       |          |          |          |

| Dezember | Dezember | Dezember | Dezember | Dezember | Dezember | Dezember | Dezember |
| Kw       | Mo       | Di       | Mi       | Do       | Fr       | Sa       | So       |
| -------- | -------- | -------- | -------- | -------- | -------- | -------- | -------- |
| 48       |          |          |          |          | 1        | 2        | 3        |
| 49       | 4        | 5        | 6        | 7        | 8        | 9        | 10       |
| 50       | 11       | 12       | 13       | 14       | 15       | 16       | 17       |
| 51       | 18       | 19       | 20       | 21       | 22       | 23       | 24       |
| 52       | 25       | 26       | 27       | 28       | 29       | 30       | 31       |

| Januar | Januar | Januar | Januar | Januar | Januar | Januar | Januar |
| Kw     | Mo     | Di     | Mi     | Do     | Fr     | Sa     | So     |
| ------ | ------ | ------ | ------ | ------ | ------ | ------ | ------ |
| 52     |        |        |        |        |        |        | 1      |
| 1      | 2      | 3      | 4      | 5      | 6      | 7      | 8      |
| 2      | 9      | 10     | 11     | 12     | 13     | 14     | 15     |
| 3      | 16     | 17     | 18     | 19     | 20     | 21     | 22     |
| 4      | 23     | 24     | 25     | 26     | 27     | 28     | 29     |
| 5      | 30     | 31     |        |        |        |        |        |

| Februar | Februar | Februar | Februar | Februar | Februar | Februar | Februar |
| Kw      | Mo      | Di      | Mi      | Do      | Fr      | Sa      | So      |
| ------- | ------- | ------- | ------- | ------- | ------- | ------- | ------- |
| 5       |         |         | 1       | 2       | 3       | 4       | 5       |
| 6       | 6       | 7       | 8       | 9       | 10      | 11      | 12      |
| 7       | 13      | 14      | 15      | 16      | 17      | 18      | 19      |
| 8       | 20      | 21      | 22      | 23      | 24      | 25      | 26      |
| 9       | 27      | 28      |         |         |         |         |         |

| März | März | März | März | März | März | März | März |
| Kw   | Mo   | Di   | Mi   | Do   | Fr   | Sa   | So   |
| ---- | ---- | ---- | ---- | ---- | ---- | ---- | ---- |
| 9    |      |      | 1    | 2    | 3    | 4    | 5    |
| 10   | 6    | 7    | 8    | 9    | 10   | 11   | 12   |
| 11   | 13   | 14   | 15   | 16   | 17   | 18   | 19   |
| 12   | 20   | 21   | 22   | 23   | 24   | 25   | 26   |
| 13   | 27   | 28   | 29   | 30   | 31   |      |      |

| April | April | April | April | April | April | April | April |
| Kw    | Mo    | Di    | Mi    | Do    | Fr    | Sa    | So    |
| ----- | ----- | ----- | ----- | ----- | ----- | ----- | ----- |
| 13    |       |       |       |       |       | 1     | 2     |
| 14    | 3     | 4     | 5     | 6     | 7     | 8     | 9     |
| 15    | 10    | 11    | 12    | 13    | 14    | 15    | 16    |
| 16    | 17    | 18    | 19    | 20    | 21    | 22    | 23    |
| 17    | 24    | 25    | 26    | 27    | 28    | 29    | 30    |

| Mai | Mai | Mai | Mai | Mai | Mai | Mai | Mai |
| Kw  | Mo  | Di  | Mi  | Do  | Fr  | Sa  | So  |
| --- | --- | --- | --- | --- | --- | --- | --- |
| 18  | 1   | 2   | 3   | 4   | 5   | 6   | 7   |
| 19  | 8   | 9   | 10  | 11  | 12  | 13  | 14  |
| 20  | 15  | 16  | 17  | 18  | 19  | 20  | 21  |
| 21  | 22  | 23  | 24  | 25  | 26  | 27  | 28  |
| 22  | 29  | 30  | 31  |     |     |     |     |

| Juni | Juni | Juni | Juni | Juni | Juni | Juni | Juni |
| Kw   | Mo   | Di   | Mi   | Do   | Fr   | Sa   | So   |
| ---- | ---- | ---- | ---- | ---- | ---- | ---- | ---- |
| 22   |      |      |      | 1    | 2    | 3    | 4    |
| 23   | 5    | 6    | 7    | 8    | 9    | 10   | 11   |
| 24   | 12   | 13   | 14   | 15   | 16   | 17   | 18   |
| 25   | 19   | 20   | 21   | 22   | 23   | 24   | 25   |
| 26   | 26   | 27   | 28   | 29   | 30   |      |      |

| Juli | Juli | Juli | Juli | Juli | Juli | Juli | Juli |
| Kw   | Mo   | Di   | Mi   | Do   | Fr   | Sa   | So   |
| ---- | ---- | ---- | ---- | ---- | ---- | ---- | ---- |
| 26   |      |      |      |      |      | 1    | 2    |
| 27   | 3    | 4    | 5    | 6    | 7    | 8    | 9    |
| 28   | 10   | 11   | 12   | 13   | 14   | 15   | 16   |
| 29   | 17   | 18   | 19   | 20   | 21   | 22   | 23   |
| 30   | 24   | 25   | 26   | 27   | 28   | 29   | 30   |
| 31   | 31   |      |      |      |      |      |      |

| August | August | August | August | August | August | August | August |
| Kw     | Mo     | Di     | Mi     | Do     | Fr     | Sa     | So     |
| ------ | ------ | ------ | ------ | ------ | ------ | ------ | ------ |
| 31     |        | 1      | 2      | 3      | 4      | 5      | 6      |
| 32     | 7      | 8      | 9      | 10     | 11     | 12     | 13     |
| 33     | 14     | 15     | 16     | 17     | 18     | 19     | 20     |
| 34     | 21     | 22     | 23     | 24     | 25     | 26     | 27     |
| 35     | 28     | 29     | 30     | 31     |        |        |        |

| September | September | September | September | September | September | September | September |
| Kw        | Mo        | Di        | Mi        | Do        | Fr        | Sa        | So        |
| --------- | --------- | --------- | --------- | --------- | --------- | --------- | --------- |
| 35        |           |           |           |           | 1         | 2         | 3         |
| 36        | 4         | 5         | 6         | 7         | 8         | 9         | 10        |
| 37        | 11        | 12        | 13        | 14        | 15        | 16        | 17        |
| 38        | 18        | 19        | 20        | 21        | 22        | 23        | 24        |
| 39        | 25        | 26        | 27        | 28        | 29        | 30        |           |

| Oktober | Oktober | Oktober | Oktober | Oktober | Oktober | Oktober | Oktober |
| Kw      | Mo      | Di      | Mi      | Do      | Fr      | Sa      | So      |
| ------- | ------- | ------- | ------- | ------- | ------- | ------- | ------- |
| 39      |         |         |         |         |         |         | 1       |
| 40      | 2       | 3       | 4       | 5       | 6       | 7       | 8       |
| 41      | 9       | 10      | 11      | 12      | 13      | 14      | 15      |
| 42      | 16      | 17      | 18      | 19      | 20      | 21      | 22      |
| 43      | 23      | 24      | 25      | 26      | 27      | 28      | 29      |
| 44      | 30      | 31      |         |         |         |         |         |

| November | November | November | November | November | November | November | November |
| Kw       | Mo       | Di       | Mi       | Do       | Fr       | Sa       | So       |
| -------- | -------- | -------- | -------- | -------- | -------- | -------- | -------- |
| 44       |          |          | 1        | 2        | 3        | 4        | 5        |
| 45       | 6        | 7        | 8        | 9        | 10       | 11       | 12       |
| 46       | 13       | 14       | 15       | 16       | 17       | 18       | 19       |
| 47       | 20       | 21       | 22       | 23       | 24       | 25       | 26       |
| 48       | 27       | 28       | 29       | 30       |          |          |          |

| Dezember | Dezember | Dezember | Dezember | Dezember | Dezember | Dezember | Dezember |
| Kw       | Mo       | Di       | Mi       | Do       | Fr       | Sa       | So       |
| -------- | -------- | -------- | -------- | -------- | -------- | -------- | -------- |
| 48       |          |          |          |          | 1        | 2        | 3        |
| 49       | 4        | 5        | 6        | 7        | 8        | 9        | 10       |
| 50       | 11       | 12       | 13       | 14       | 15       | 16       | 17       |
| 51       | 18       | 19       | 20       | 21       | 22       | 23       | 24       |
| 52       | 25       | 26       | 27       | 28       | 29       | 30       | 31       |

## Ereignisse

### Politik und Weltgeschehen

#### England

Königliches Wappen Heinrichs V.

Der englische König Heinrich IV. stirbt am 20. März im Jerusalemzimmer im Haus des Abtes von Westminster vermutlich an Lepra. Nachfolger wird sein Sohn Heinrich V., nachdem er sich kurz vor seines Vaters Tod mit diesem versöhnt hat. Unmittelbar nach seinem Regierungsantritt beginnt Heinrich mit einer Versöhnungspolitik, die vor allem die Gräben in der englischen Gesellschaft und im Adel beseitigen soll, die die Machtergreifung seines Vaters aufgeworfen hat. Richard II. wird in seinem Andenken als ehemaliger König rehabilitiert und in der Westminster-Abtei beigesetzt. Die Adelsfamilien York, Mortimer, Percy und Holland, die immer wieder gegen die Herrschaft der Lancasters aufbegehrt haben und deshalb enteignet worden sind, setzt Heinrich V. wieder in ihre Rechte ein.

#### Frankreich
- 30. Januar: Versammlung der französischen Reichsstände der sogenannten Generalstände. Eine geforderte Steuererhebung wird abgelehnt und Reformen werden angemahnt, welche die Regierung zusagt.
- 7. April bis 2. August: In Paris bricht ein Aufstand der Zünfte unter Führung eines Tierhäuters namens Simon Caboche aus. Königliche Palais werden geplündert und missliebige Beamte hingerichtet. Der Aufstand ist Teil des Bürgerkrieg der Armagnacs und Bourguignons.
- 28. Juli: Der Vertrag von Pontoise zwischen Johann Ohnefurcht, Herzog von Burgund, und Herzog Johann von Berry, soll den Aufstand der Cabochiens beenden.

#### Heiliges Römisches Reich
- 22. Mai: Einen Tag vor der geplanten Hochzeit des bayrischen Thronfolgers Ludwig mit Catherine d’Alençon in Paris wird die königliche Residenz von bewaffneten Aufständischen gestürmt. Ludwig, einige Höflinge und eine Reihe von Hofdamen, insgesamt zwanzig Männer und fünfzehn Frauen, werden von diesen gefangen genommen und erst am 4. August wieder freigelassen.
- 24. Mai: Ludwig I. wird Nachfolger seines verstorbenen Vaters Hermann II. als Landgraf von Hessen. Unter ihm gehen die Streitigkeiten mit den Erzbischöfen von Mainz über strittige Gebiete weiter, die schon unter seinem Vater begonnen haben.
- 21. Juni: Nach dem Tod von Swantibor III. übernehmen seine Söhne Otto II. und Kasimir V. die Herrschaft über das Herzogtum Pommern-Stettin gemeinsam. Die Kämpfe mit dem als Verwalter der Mark Brandenburg eingesetzten Burggrafen Friedrich VI. von Nürnberg um die Mittelmark gehen weiter.
- 25. September: Ludwig VII. folgt seinem verstorbenen Vater Stephan III. als Herzog von Bayern-Ingolstadt. Anfang Oktober heiratet er wie schon im Mai geplant die französische Hofdame Catherine d’Alençon.
- Der Braunschweiger Pfaffenkrieg beginnt.

#### Deutscher Orden/Polen-Litauen

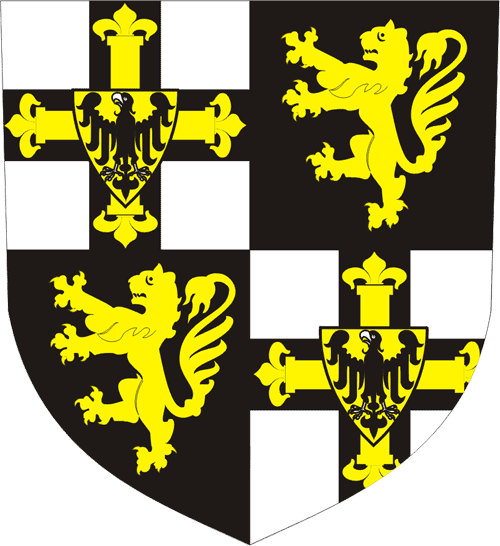
Hochmeisterwappen Heinrichs von Plauen

- September: Nachdem es ihm immer schwerer fällt, den finanziellen Verpflichtungen des Deutschen Ordens aus dem Frieden von Thorn nachzukommen und die Haltung des polnischen Königs Władysław II. Jagiełło immer drohender wird, entschließt sich Großmeister Heinrich von Plauen gegen den Willen der meisten Würdenträger des Ordens zum Krieg. Der Plan, einen Überraschungsschlag gegen Polen zu führen, misslingt aber, da vor allem der Ordensmarschall Michael Küchmeister die Absichten des Hochmeisters hintertreibt und den Rückzug des Heeres anordnet. Daraufhin beruft Heinrich von Plauen für den 14. Oktober das preußische Generalkapitel nach Marienburg ein, um den Marschall abberufen zu lassen. Der aber, wohl vorbereitet, dreht mit Hilfe der Gebietiger den Spieß um und lässt stattdessen den Hochmeister durch das Kapitel absetzen.
- 2. Oktober: Władysław II. Jagiełło, König von Polen, und Großfürst Vytautas von Litauen schließen die Union von Horodło, die das Königreich Polen und das Großfürstentum Litauen enger miteinander verbindet und gleichzeitig der katholischen Kirche in Litauen und dem litauischen niederen Adel gewisse Privilegien verleiht. Es ergänzt frühere Abkommen wie die Union von Krewo und Union von Vilnius und Radom. Damit wird das dynastische Bündnis zwischen beiden Staaten vertieft und die Grundlagen für die Vorherrschaft des polnisch-litauischen Elements im künftigen Vielvölkerstaat geschaffen.

#### Osmanisches Reich

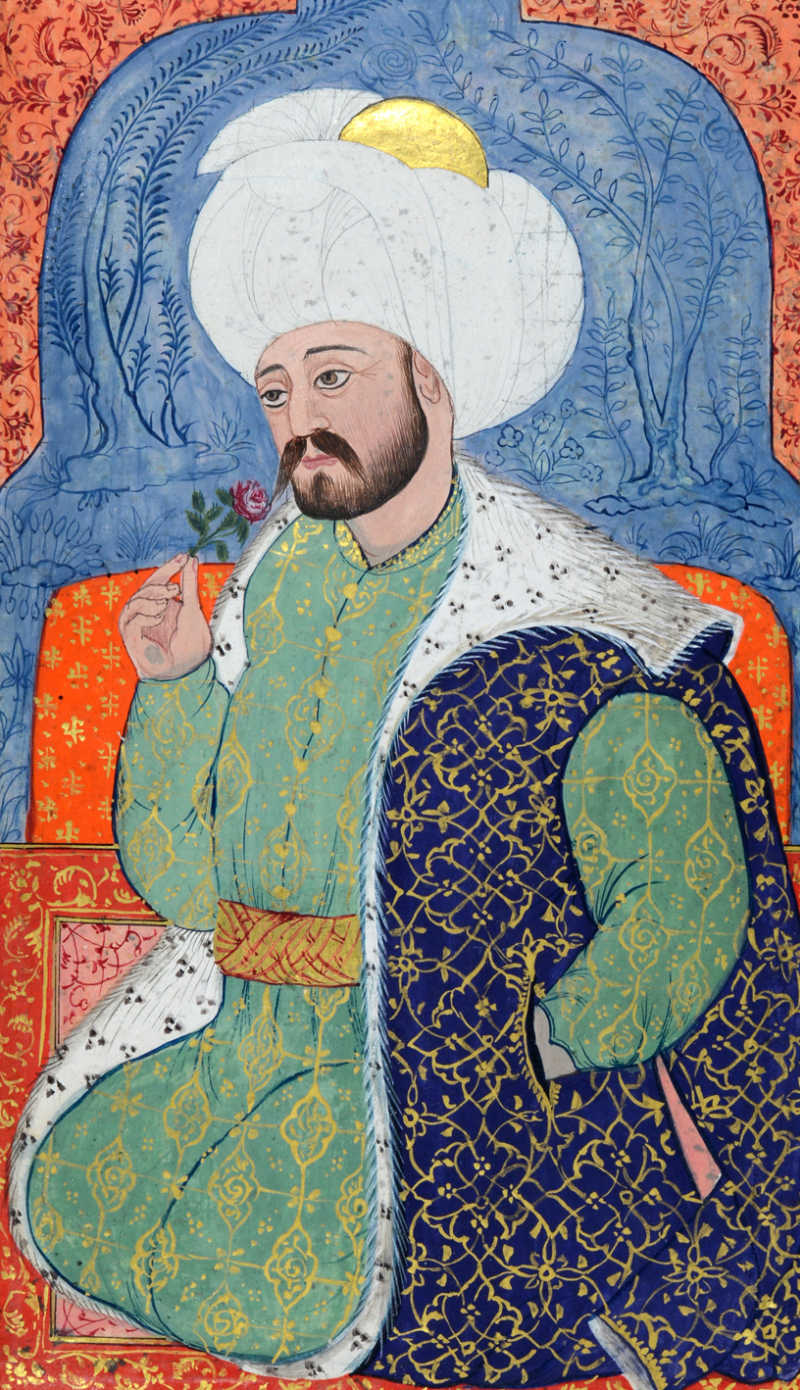
Mehmed I., osmanische Miniatur des 16. Jahrhunderts

- Zwischen den beiden verbliebenen Söhnen des 1402 von Timur besiegten und in Gefangenschaft geführten Sultans Bayezid I. kommt es zur Entscheidungsschlacht. Mehmed besiegt Musa bei Çamurlu im heutigen Bulgarien entscheidend, wobei letzterer ums Leben kommt. Mehmed I. wird daraufhin zum ersten Sultan über das gesamte Osmanische Reich seit elf Jahren und beendet damit das Osmanische Interregnum.

#### Schottland
- 28. August: In St Andrews wird durch eine Päpstliche Bulle die 1410–1413 errichtete University of St Andrews offiziell gegründet. Es ist die älteste Universität Schottlands und zählt hinter den beiden englischen Oxbridge-Universitäten (die ältesten Universitäten der englischsprachigen Welt) konstant zu den drei besten Hochschulen des Vereinigten Königreiches.

### Wirtschaft
- Ein Weistum des Berggerichts regelt die Rechte der Reichsabtei Kornelimünster in Bezug auf die Bergung von Bodenschätzen im Münsterländchen.

### Religion
- Jan Hus richtet seine Reformschrift „De ecclesia“ (Über die Kirche) gegen die Verweltlichung der traditionellen Kirche.
- Die erzwungene Disputation in Tortosa im Fürstentum Katalonien der Krone Aragón über den wahren Inhalt der jüdischen Religion beginnt auf Initiative von Gegenpapst Benedikt XIII.

## Geboren

### Geburtsdatum gesichert
- 21. Februar: Ludwig, Herzog von Savoyen († 1465)
- 25. März: Pier Maria II. de’ Rossi, italienischer Condottiere († 1482)
- 24. August: Borso d’Este, Herzog von Modena († 1471)
- 08. September: Katharina von Bologna, italienische katholische Mystikerin († 1463)
- 19. November: Friedrich II., Kurfürst und Markgraf von Brandenburg († 1471)

### Genaues Geburtsdatum unbekannt
- Marco Barbarigo, Doge von Venedig († 1486)
- Giosafat Barbaro, venezianischer Kaufmann († 1494)
- Sayyed Zahiruddin Mar'ashi, iranischer Gelehrter († 1488)
- Aldo Marinelli, italienischer Dichter († 1451)
- Ulrich V., Graf von Württemberg-Stuttgart († 1480)

### Geboren um 1413
- John Talbot, englischer Adeliger († 1460)

## Gestorben

### Todesdatum gesichert
- 25. Januar: Maud Ufford, englische Adelige (* um 1345)
- 15. Februar: Bernardon de Serres, französischer Condottiere (* 1359)
- 20. März: Heinrich IV., König von England und Gründer des Hauses Lancaster (* 1367)
- 01. April: Agnes von Oppeln, römisch-deutsche Königin (* 1360)
- 24. Mai: Hermann II., Mitregent und später Landgraf von Hessen (* um 1342)
- 21. Juni: Swantibor III., Herzog von Pommern-Stettin (* um 1351)
- 05. Juli: Musa Çelebi, osmanischer Prinz und Teilherrscher
- 25. September: Stephan III., Herzog von Bayern-Ingolstadt (* um 1337)
- 02. Oktober: Andrea Vanni, Seneser Maler und Politiker der Republik Siena (* um 1330)
- 06. Oktober: David I., Neguse Negest (Kaiser) von Äthiopien (* um 1350)
- 26. Dezember: Michele Steno, Doge von Venedig (* um 1331)

### Genaues Todesdatum unbekannt
- März: Raimond de Turenne, französischer Adeliger (* 1352)

- Bernat Metge, katalanischer Autor und Dichter
- Werner von Tettingen, Ritter und Großgebietiger des Deutschen Ordens (* um 1350)
- Niklaus Vintler, Kaufmann und oberster Amtmann in Tirol (* um 1345)

### Gestorben um 1413
- Nicolas Flamel, jüdisch-französischer Alchemist, Autor und Kopist (* um 1330)